# Сиротские
 Сиротские  — опустевшая деревня в Кирово-Чепецком районе Кировской области в составе Пасеговского сельского поселения.

## География
Расположена на расстоянии менее 1 км на север-северо-запад от центра поселения села Пасегово.

## История
Была известна с 1727 года как деревня Костоватинская с 2 дворами, в 1764 13 жителей. В 1873 году в деревне (Костоватинская или Сиротская, Сирота) дворов 6 и жителей 83, в 1905 8 и 65, в 1926 (Сиротская или Костоватинская) 7 и 49, в 1950 7 и 30, в 1989 нет постоянных жителей. Настоящее название утвердилось с 1939 года.

## Население
Постоянное население не было учтено как в 2002 году, так и в 2010.